# Olga Paris-Romaskevich
Olga Paris-Romaskevich, née le 6 juillet 1990 à Moscou en Russie, est une mathématicienne russe, spécialiste des systèmes dynamiques. Elle est chargée de recherches au CNRS à l'institut Camille Jordan, à l'Université Claude Bernard à Lyon. Elle reçoit le prix Irène Joliot-Curie en 2023.

## Biographie
Olga Paris-Romaskevich est originaire de Moscou en Russie, ses parents sont professeurs de mathématiques, et son grand-père était chercheur en mécanique céleste. En 2003, à l'âge de 13 ans, elle intègre une école spécialisée en mathématiques à Moscou, la Moscow State School 57 (en). En 2007, elle entre à la faculté de mathématiques et de mécanique de l'Université d'État de Moscou. En 2010, elle entre au Collège universitaire français de Moscou et décroche un diplôme en langue et civilisation française. En 2012, elle reçoit son diplôme de l'université d'état de Moscou et cette année, elle se met à rédiger une thèse en cotutelle, entre l'École des hautes études en sciences économiques à Moscou et l’ENS de Lyon sous la direction d'Étienne Ghys et de Yulij Ilyashenko (en). Elle soutient cette thèse en 2016,. 
Après sa thèse, elle devient ATER à l’ENS de Lyon jusqu'en 2017. De 2017 à 2019, elle effectue ses recherches post-doctorales à l’Université Rennes-I. En 2020, elle entre au CNRS en tant que chargée de recherche à l'Institut de Mathématiques de Marseille, à l'Université d'Aix-Marseille, puis à l'institut Camille Jordan, à l'Université Claude Bernard.

## Travaux
Ses recherches portent particulièrement sur des billards mathématiques spécifiques appelés billards dans les pavages, liés à des problèmes d'électromagnétisme,. Elle travaille également sur les automorphismes dans des variétés kählériennes compactes.  

### Mathématiques et art
Olga Paris-Romaskevich s'intéresse également aux liens entre les mathématiques et les arts, à travers l'association Mathématiques Vagabondes qu'elle lance avec Marie Lhuissier en 2020 et qui organise la création d’œuvres collectives dans l’espace urbain (Streetmaths).  

### Diffusion de la recherche
Elle est aussi active dans la vulgarisation des sciences. Elle anime notamment un club de cinéma scientifique en partenariat avec le cinéma Comœdia et la Maison des mathématiques et de l'informatique de Lyon depuis 2018,. Elle est scénariste et conseillère scientifique pour les séries Voyages au pays des maths de Denis van Waerebeke et La grande aventure des mathématiques, de Cassia Sakarovitch. Elle est également coréalisatrice avec Coralie Gourdon du film Je voudrais vous parler de mathématiques, coup de cœur du jury Symbiose du festival PariScience en 2018. 
En 2024, elle coécrit avec la sociologue Clémence Perronnet, et la médiatrice scientifique Claire Marc  un livre illustré  Matheuses. Les filles, avenir des mathématiques, entre sociologie et mathématiques qui présente des facteurs d’exclusion des filles des mathématiques.  

## Engagement
Elle s'engage également pour la place des femmes en sciences. Elle coorganise entre 2020 et 2023 une école de mathématiques pour lycéennes, les Cigales . Elle fait partie de l’association Femmes et mathématiques. 
Elle fait partie du conseil scientifique de l'Institut national des sciences mathématiques et de leurs interactions au CNRS depuis 2023.

## Distinctions
- 2016 : Bourse L'Oréal-UNESCO pour les Femmes en  Science[16].
- 2023 : prix Irène Joliot-Curie dans la catégorie Prix spécial de l’engagement[17].

## Publications

### Ouvrages
- Clémence Perronnet, Claire Marc, Olga Paris-Romaskevich et Catherine Goldstein, Matheuses. Les filles, avenir des mathématiques, CNRS Éditions, 2024 (ISBN 9782271149664)

### Articles scientifiques
- Pascal Hubert et Olga Paris-Romaskevich, « Triangle tiling billiards and the exceptional family of their escaping trajectories: circumcenters and Rauzy gasket », Triangle tiling billiards and the exceptional family of their escaping trajectories: circumcenters and Rauzy gasket, vol. 31, no 1,‎ 2022, p. 58-87 (DOI 10.1080/10586458.2019.1583615)
- (en) Olga Paris-Romaskevich et Serge Cantat, « Automorphisms of compact Kähler manifolds with slow dynamics », Trans. Amer. Math. Soc., vol. 374,‎ 2021, p. 1351-1389 (lire en ligne )
- (en) O. Paris-Romaskevich, « Tiling billiards and Dynnikov’s helicoid », Transactions of the Moscow Mathematical Society, vol. 82,‎ décembre 2021, p. 133–147 (ISSN 0077-1554 et 1547-738X, DOI 10.1090/mosc/317, lire en ligne, consulté le 30 juillet 2024).
- (en) Olga Paris-Romaskevich, « Epicycles in the Hyperbolic Sky », Arnold Mathematical Journal, vol. 4, no 3,‎ 1er décembre 2018, p. 251–277 (ISSN 2199-6806, DOI 10.1007/s40598-019-00107-w, lire en ligne , consulté le 30 juillet 2024).
- (en) Olga Paris-Romaskevich, « Trees and flowers on a billiard table », arXiv Cornell University,‎ 22 septembre 2019 (lire en ligne ).
- (en) Yulij Ilyashenko et Olga Romaskevich, « Sternberg Linearization Theorem for Skew Products », Journal of Dynamical and Control Systems, vol. 22, no 3,‎ 1er juillet 2016, p. 595–614 (ISSN 1573-8698, DOI 10.1007/s10883-016-9319-6, lire en ligne, consulté le 30 juillet 2024).
- (en) Lewis Bowen, Alexander Bufetov et Olga Romaskevich, « Mean convergence of Markovian spherical averages for measure-preserving actions of the free group », Geometriae Dedicata, vol. 181, no 1,‎ 1er avril 2016, p. 293–306 (ISSN 1572-9168, DOI 10.1007/s10711-015-0124-2, lire en ligne, consulté le 30 juillet 2024).
- Olga Romaskevich, « On the incenters of triangular orbits on elliptic billiards », L’Enseignement Mathématique, vol. 60, no 3,‎ 2015, p. 247-255 (DOI 10.4171/LEM/60-3/4-2)
- Alexey Klimenko et Olga Romaskevich, « Asymptotic properties of Arnold tongues and Josephson effect », Moscow Mathematical Journal, vol. 14, no 2,‎ 2014, p. 367–384 (DOI 10.17323/1609-4514-2014-14-2-367-384).

### Audiovisuel
- Voyages au pays des maths, écriture et réalisation : Denis van Waerebeke, conseillère scientifique Olga Paris-Romaskevich, diffusion Arte TV, 2021[18].
- La grande aventure des maths, série de vidéos pédagogiques, Cassia Sakarovitch, diffusion France Télévisions, 6 min, 2023[19].
- Je voudrais vous parler de mathématiques, avec Coralie Gourdon, YouTube, 5 min 30 s[20].